# De Vette Vispoort

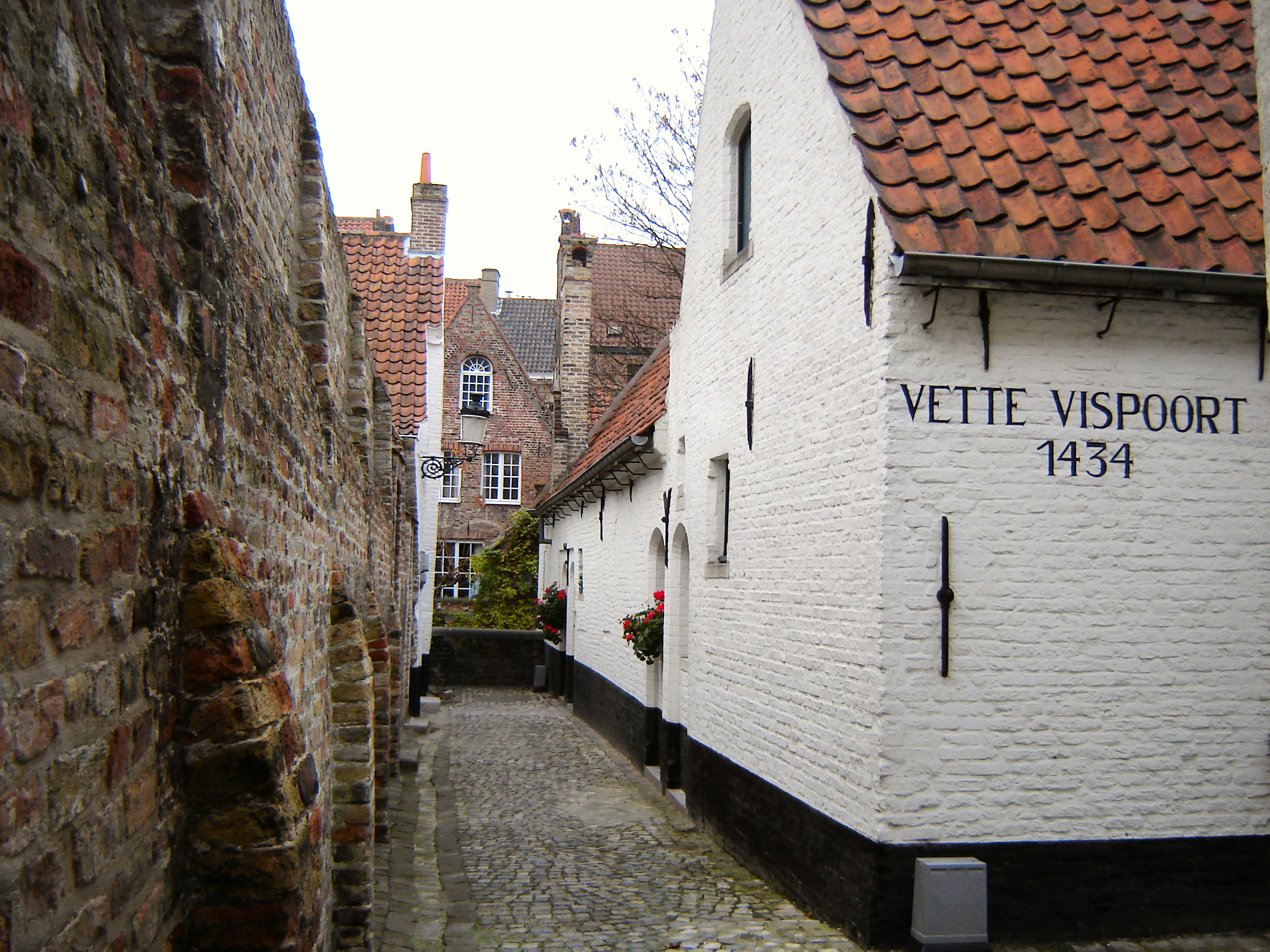
Zicht op de godshuizen 'De Vette Vispoort'

De Vette Vispoort is de naam van een godshuis in Brugge.

## Geschiedenis
In 1434 stichtten Joris Fierens en zijn vrouw Maria Van Leeuwerghem een godshuis voor vier arme weduwen in de Klaverstraat en schonken ze aan de armendis van de Sint-Jacobskerk.
Omstreeks 1600 vonden de beheerders van de armendis dat de huisjes te bouwvallig waren geworden en in 1618 verhuisden ze de godshuizen naar de huizen die onder de naam 'de Vette Vischpoort' in de Moerstraat gelegen waren en die ze aankochten.
De huisjes liggen rechtover de sacristiedeur van de Sint-Jakobskerk, achter een ingang met houten poort en langs een kleine kasseiweg die tot aan de achtergelegen Speelmansrei loopt.
Het gaat om vier eenlaagshuisjes op een L-vormige plattegrond, vermoedelijk daterend uit de zestiende eeuw.
Zoals alle andere godshuizen kwamen ze vanaf 1796 in het bezit van de Commissie van Burgerlijke Godshuizen. 
'De Vette Vispoort' werd in 2002 beschermd als monument.